# Karel Wiecek
Karel Wiecek (* 1928) je bývalý český fotbalista, obránce.

## Fotbalová kariéra
V československé lize hrál za Jiskru Liberec. Nastoupil ve 20 ligových utkáních, gól v lize nedal.

## Ligová bilance
| Ročník                               | Zápasy | Góly | Klub           |
| ------------------------------------ | ------ | ---- | -------------- |
| Přebor československé republiky 1955 | 20     | 0    | Jiskra Liberec |
| CELKEM                               | 20     | 0    |                |